# Javier Delgado Echeverría
Javier Delgado Echeverría (Zaragoza, 11 de octubre de 1953 - Zaragoza, 6 de septiembre de 2019) fue un bibliotecario y escritor español.

## Biografía
Estudió en el Instituto Goya y en la Universidad, en cuya facultad de Letras sería bibliotecario a partir de 1980. Comprometido desde muy joven con la organización de la vida cultural en Aragón, participó en actividades teatrales, estuvo muy vinculado a los hermanos Mariano y Javier Anós y a Pilar Laveaga del Teatro de la Ribera, de la que formó parte. La curiosidad y las ganas de aprender y de saber caracterizaron su personalidad.
Fue un adolescente muy inquieto, enamorado de la poesía, un activista político incansable y uno de los integrantes más jóvenes de la revista-periódico Andalán, fundada en 1972 por Eloy Fernández Clemente y José Antonio Labordeta y clausurada en 1987. Fue uno de los fundadores de las revistas A viva voz y Poesía en el campus.
Su evolución, su antifranquismo, su sentido crítico y su pasión por transformar la sociedad le condujeron a participar en revistas literarias y en ser uno de los miembros más activos de Poesía en el campus, y en militar en el Partido Comunista desde 1970 hasta mediados los años 90. Fue un amigo entrañable de su líder Vicente Cazcarra y siempre sintió un inmenso cariño por José Antonio Labordeta: en 1987 firmaron un libro de conversaciones muy sugerentes ‘Recuerdo de Miguel Labordeta’ (DPZ, 1987); ese género de conversaciones siempre le atrajo, porque la atrapaban por igual el periodismo y la historia y la política: colaboró con Manuel Gil en el volumen ‘Recuerdo rojo sobre fondo azul: luchas obreras en Zaragoza 1940-1975’ (1995).
La enfermedad le llevó a dejar su puesto de bibliotecario en la facultad. Antes había trabajado de librero en Pórtico, con José Alcrudo y su familia. Le interesaban muchas cosas: el misticismo, la filosofía, el pensamiento oriental, la obra de muchas mujeres (fue un gran amigo de Esther Tusquets, su editora en Lumen, y muy cómplice de Clara Janés y su obra), el ajedrez, etc.
Fue un gran defensor de la naturaleza y un apasionado del parque. En el año 2000, el Parque Grande fue el escenario de Jardines infinitos, donde reflejaba su fascinación por los jardines, de la flora; un lugar que defendió años más tarde para que el rastro no se trasladara junto a él durante la reforma de La Romareda.

## Obra

##### Narrativa
- Zaragoza marina (1982), cuya reedición, que ilustró Jorge Gay les valió años después el premio Cálamo Extraordinario -poemas-
- Érase una niña (1983, Libros Pórtico) -narrativa-
- Ética de la resistencia (1987, Del Valle)-narrativa-
- El preso del humo (libro de horas profanas) (1988)-poemas-
- María (1992, Ayuntamiento de Zaragoza)-narrativa-
- Memoria vencida (1992, Lumen)-narrativa-
- Cada vez infancia (Regalo a los amigos ; 1) (1996 Lumen)-narrativa-
- Jardines infinitos (2000, Lumen)-narrativa-
- Amoramorte (2009, Prensas Universitarias de Zaragoza) -poemas-

##### Arte
- Job en Veruela (1996, Ibercaja)
- Retablo mayor (1999, Librería General)
- Coro gótico de la Seo de Zaragoza (2000)
- Portada del Perdón de la Colegiata de Daroca (2003)
- Mercado central de Zaragoza (2003)
- Fachadas de Félix Navarro (2003)
- Centro Mercantil de Zaragoza (2004)

##### Biografías
- Uno de los nuestros. Memorias de un joven comunista 1969-1979 (2002, Ibercaja, Obra Social y Cultural)

##### Naturaleza
- Pequeña guía del parque grande (1997, Ibercaja)
- Un parque para el mismo siglo XXI (2004)
- Ciudadanos árboles. Guía de los árboles de Zaragoza (2007, Prames)

##### Obras en colaboración
- Con José Antonio Labordeta Recuerdo de Miguel Labordeta (1987, Diputación Provincial de Zaragoza) incluye conversaciones entre ambos
- Con Vicente Cazcarra, Aragón, El regionalismo de los comunistas (1977)
- Con Manuel Gil, Recuerdo rojo sobre fondo azul: luchas obreras en Zaragoza, 1940-1975 (1995, Mira)
- Con Bernardo Lario, El huerto de piedra: flora esculpida en el claustro gótico del monasterio de Veruela (1998, La Val de Onsera)